# 시카고 스타디움
시카고 스타디움(영어: Chicago Stadium)은 미국 일리노이주 시카고에 위치한 실내 경기장이다. 과거 NBA 시카고 불스, BAA/NBA 시카고 스태그스와 NHL 시카고 블랙호크스의 홈경기장으로 사용했다.
| NBA 올스타전 개최 경기장 |                        |                      |
| 1972년                   | 1973년 시카고 스타디움 | 1974년               |
| 더 포럼                  | 1973년 시카고 스타디움 | 시애틀 센터 콜리시엄 |
|                          |                        |                      |
|                          |                        |                      |

| NBA 올스타전 개최 경기장 |                        |            |
| 1987년                   | 1988년 시카고 스타디움 | 1989년     |
| 킹돔                     | 1988년 시카고 스타디움 | 애스트로돔 |
|                          |                        |            |
|                          |                        |            |

| NHL 올스타전 개최 경기장 |                        |                  |
| 1947년                   | 1948년 시카고 스타디움 | 1949년           |
| 메이플 리프 가든         | 1948년 시카고 스타디움 | 메이플 리프 가든 |
|                          |                        |                  |
|                          |                        |                  |

| NHL 올스타전 개최 경기장 |                        |                  |
| 1960년                   | 1961년 시카고 스타디움 | 1962년           |
| 몬트리올 포럼            | 1961년 시카고 스타디움 | 메이플 리프 가든 |
|                          |                        |                  |
|                          |                        |                  |

| NHL 올스타전 개최 경기장 |                        |               |
| 1973년                   | 1974년 시카고 스타디움 | 1975년        |
| 매디슨 스퀘어 가든       | 1974년 시카고 스타디움 | 몬트리올 포럼 |
|                          |                        |               |
|                          |                        |               |

| NHL 올스타전 개최 경기장 |                        |          |
| 1990년                   | 1991년 시카고 스타디움 | 1992년   |
| 시빅 아레나              | 1991년 시카고 스타디움 | 스펙트럼 |
|                          |                        |          |
|                          |                        |          |